# Jusuf Kalla
Pour les articles homonymes, voir Kalla (homonymie).
Muhammad Jusuf Kalla, né le 15 mai 1942 à Watampone (Sulawesi du Sud), est un homme d'État indonésien. Il est vice-président de la république d'Indonésie de 2004 à 2009 et à nouveau de 2014 à 2019. Il est en outre le président du parti Golkar de 2004 à 2009.

## Biographie
Jusuf Kalla est né dans une famille de commerçants et hommes d'affaires bugis du sud de l'île de Célèbes.
En juin 2006, Jusuf déclenche un tollé en Indonésie en suggérant de promouvoir l'Indonésie au Moyen-Orient en mettant en avant la disponibilité de femmes divorcées prêtes à un mariage qui dure le temps du séjour d'un touriste arabe.
Le documentaire The Act of Killing le montre s'adresser en 2009 aux Jeunesses du Pancasila (Pemuda Pancasila), une organisation paramilitaire très impliquée dans les massacres anticommunistes de 1965.
Jusuf est un des candidats à l'élection présidentielle du 9 juillet 2009, avec comme colistier pour le poste de vice-président, le général Wiranto. Il arrive en 3e position.
Il est de nouveau élu vice-président de l'Indonésie le 9 juillet 2014 en tant que colistier de Joko Widodo. Il entre en fonction le 20 octobre suivant.

## Source
- (en) Cet article est partiellement ou en totalité issu de l’article de Wikipédia en anglais intitulé « Jusuf Kalla » (voir la liste des auteurs).